# Jacques Lemaire
Jacques Lemaire (* 7. září 1945, LaSalle, Québec, Kanada) je bývalý kanadský hokejista a hokejový trenér. U příležitosti 100. výročí NHL byl v lednu 2017 vybrán jako jeden ze sta nejlepších hráčů historie ligy.

## Hráčská kariéra
Jako junior hrával za Montreal Junior Canadiens, celou svou kariéru v NHL odehrál za Montreal Canadiens. Působil zde celkem 12 sezón v letech 1967 až 1979. Byl důležitou součástí týmu v jeho slavné éře, za svou kariéru získal osmkrát Stanley Cup. Byl známý svou tvrdou a přesnou střelou, která byla ve své době považovaná za druhou nejtvrdší po Bobby Hullovi. V každé se svých 12 sezón překonal hranici 20 gólů, celkem v NHL zaznamenal 366 gólů a 469 asistencí v 853 utkáních. V roce 1989 odešel do Švýcarska, kde působil dva roky jako hrající trenér v HC Sierre.

## Trenérská kariéra
S trenérskou kariérou začal ve Švýcarsku. V letech 1983 až 1985 trénoval Montreal Canadiens, v devadesátých letech pak New Jersey Devils, které dovedl v roce 1995 k vítězství ve Stanley Cupu. Vzhledem k tomu, že dvakrát Stanley Cup získal jako generální manažer Montreal Canadiens (v letech 1986 a 1993), byl to jeho celkově už 11. titul. Často byl kritizován odborníky a médii za svůj defenzivní styl. Od roku 2000 se stal prvním hlavním trenérem klubu Minnesota Wild. Jeho nejúspěšnější sezónou s tímto týmem byl ročník 2002/2003, kdy tým dovedl do finále Západní konference. Tam Minnesota podlehla Anaheimu 0:4 na zápasy. Lemaire byl poté oceněn podruhé v kariéře Jack Adams Award pro nejlepšího trenéra. Jinak pod Lemairovým vedením vypadávala Minnesota v prvním kole nebo zůstala před branami playoff. V klubu působil až do roku 2009, poté strávil rok opět v New Jersey a na konci sezóny 2009/2010 oznámil ukončení kariéry hlavního trenéra.
Během olympijských her 2010 působil u kanadské reprezentace jako asistent trenéra Mika Babcocka a pomohl týmu ke zlatým medailím.

## Úspěchy a ocenění
- 11násobný držitel Stanley Cupu (8× jako hráč, 2× jako generální manažer, 1× jako trenér)
- člen Síně slávy NHL od roku 1984
- držitel Jack Adams Award pro trenéra roku – 1994, 2003
- zlatá olympijská medaile 2010 jako asistent trenéra národního týmu Kanady

## Klubové statistiky
| Sezona   | Klub                      | Soutěž | Základní část | Základní část | Základní část | Základní část | Základní část | Play off | Play off | Play off | Play off | Play off |
| Sezona   | Klub                      | Soutěž | Z             | G             | A             | B             | TM            | Z        | G        | A        | B        | TM       |
| -------- | ------------------------- | ------ | ------------- | ------------- | ------------- | ------------- | ------------- | -------- | -------- | -------- | -------- | -------- |
| 1963–64  | Montreal Junior Canadiens | OHA    | 42            | 25            | 30            | 55            | 0             | 0        | 0        | 0        | 0        | 0        |
| 1964–65  | Quebec Aces               | AHL    | 1             | 0             | 0             | 0             | 0             | —        | —        | —        | —        | —        |
| 1964–65  | Montreal Junior Canadiens | OHA    | 56            | 25            | 47            | 72            | 0             | 0        | 0        | 0        | 0        | 0        |
| 1965–66  | Montreal Junior Canadiens | OHA    | 48            | 41            | 52            | 93            | 69            | 0        | 0        | 0        | 0        | 0        |
| 1966–67  | Houston Apollos           | CPHL   | 69            | 19            | 30            | 49            | 19            | 6        | 0        | 1        | 1        | 0        |
| 1967–68  | Montreal Canadiens        | NHL    | 69            | 22            | 20            | 42            | 16            | 13       | 7        | 6        | 13       | 6        |
| 1968–69  | Montreal Canadiens        | NHL    | 75            | 29            | 34            | 63            | 29            | 14       | 4        | 2        | 6        | 6        |
| 1969–70  | Montreal Canadiens        | NHL    | 69            | 32            | 28            | 60            | 16            | —        | —        | —        | —        | —        |
| 1970–71  | Montreal Canadiens        | NHL    | 78            | 28            | 28            | 56            | 18            | 20       | 9        | 10       | 19       | 17       |
| 1971–72  | Montreal Canadiens        | NHL    | 77            | 32            | 49            | 81            | 26            | 6        | 2        | 1        | 3        | 2        |
| 1972–73  | Montreal Canadiens        | NHL    | 77            | 44            | 51            | 95            | 16            | 17       | 7        | 13       | 20       | 2        |
| 1973–74  | Montreal Canadiens        | NHL    | 66            | 29            | 38            | 67            | 10            | 6        | 0        | 4        | 4        | 2        |
| 1974–75  | Montreal Canadiens        | NHL    | 80            | 36            | 56            | 92            | 20            | 11       | 5        | 7        | 12       | 4        |
| 1975–76  | Montreal Canadiens        | NHL    | 61            | 20            | 32            | 52            | 20            | 13       | 3        | 3        | 6        | 2        |
| 1976–77  | Montreal Canadiens        | NHL    | 75            | 34            | 41            | 75            | 22            | 14       | 7        | 12       | 19       | 6        |
| 1977–78  | Montreal Canadiens        | NHL    | 76            | 36            | 61            | 97            | 14            | 15       | 6        | 8        | 14       | 10       |
| 1978–79  | Montreal Canadiens        | NHL    | 50            | 24            | 31            | 55            | 10            | 16       | 11       | 12       | 23       | 6        |
| 12 sezón | NHL celkem                |        | 853           | 366           | 469           | 835           | 217           | 145      | 61       | 78       | 139      | 63       |